# Pacte pour l’euro plus
Le Pacte pour l'euro plus, aussi appelé acte de compétitivité, se réfère à un accord entériné le 25 mars 2011, à l'initiative de Nicolas Sarkozy et Angela Merkel, conduisant à un ensemble d'engagements de convergence économique et de renforcement de la compétitivité. Il fait suite au pacte de compétitivité proposé un mois plus tôt par la France et l'Allemagne, et qui avait alors provoqué un certain mécontentement parmi les États membres de l'Union européenne (par exemple, la Belgique y voyait une menace vis-à-vis de son système d'indexation des salaires). Ce pacte est ainsi appelé car il regroupe les 17 États de la zone euro, plus des États supplémentaires tels que la Pologne, la Bulgarie, le Danemark, la Roumanie, la Lituanie et la Lettonie. Il peut être considéré comme une version plus contraignante du Pacte de stabilité et de croissance qui a eu un succès mitigé.[réf. nécessaire]

## Objectifs
Le pacte Euro-plus poursuit quatre objectifs : stimuler la compétitivité, stimuler l'emploi, contribuer à la durabilité des finances publiques et renforcer la stabilité financière.
Ce qui conduit à une cinquième dimension : la coordination des politiques fiscales. Chaque année, les dirigeants des pays de l'euro-plus devront présenter des objectifs en rapport avec ces thèmes. Il est précisé : « [Les pays] adopteront, dans le respect des traditions de dialogue social, des mesures destinées à assurer que l'évolution des coûts salariaux reste en ligne avec la productivité ».
Ces actions sont déclinées en neuf intentions :
- rendre le travail plus attractif ;
- aider les chômeurs à retrouver un emploi ;
- lutter contre la pauvreté et promouvoir l'inclusion sociale ;
- investir dans l'éducation et la formation ;
- équilibrer sécurité et flexibilité ;
- réformer les systèmes de retraite ;
- attirer des capitaux privés pour financer la croissance ;
- stimuler la recherche et l'innovation ;
- permettre l'accès à l'énergie à un coût abordable et renforcer les politiques en matière d'efficacité énergétique.

Le caractère intrusif dans la politique budgétaire des États, s'il est critiqué par certains d'entre eux, correspond pour d'autres à une émergence d'une entité politique Euroland, reprenant en cela le terme allemand désignant la zone euro.

## Contenu

### Compétitivité
L'engagement concernant la compétitivité passe par la mesure quantitative de l'ULC (Unit Labour Cost, en français CUM Coût unitaire de la main d'œuvre) et conduit à l'abolition de l'indexation des salaires dans l'objectif d'une réduction des coûts du travail et d'une augmentation de productivité. L'annexe I du texte du 25 mars, spécifie qu'une attention particulière est portée à l'indexation des salaires du secteur public, qui devra être couplée à celle du secteur privé. L'allègement des lourdeurs administrative est également un objectif affiché.

### Emploi
L'objectif est, là aussi par une évaluation quantitative par exemple du chômage des jeunes et du chômage long terme et du taux de participation au marché de l'emploi,  de promouvoir le modèle de Flexisécurité. Le texte mentionne également des "mesures destinées à faciliter la participation au marché du travail des personnes assurant une seconde source de revenus".

### Finances publiques
Le maintien des finances publiques, présenté comme l'un des objectifs les plus importants, est notamment destiné à la sécurisation des systèmes de retraite, du système de santé, et de la protection sociale. Le pacte contraint les États signataires à transcrire les règles fiscales européennes dans leur législation nationale.

### Stabilité financière
La mesure quantitative de la stabilité financière est faite au travers du niveau de dette privée des banques, ménages et entreprises non financières.

### Convergence fiscale
Par le développement d'une assiette fiscale commune à toutes les entreprises de la zone Euro-plus, les États veulent assurer la viabilité budgétaire et la compétitivité de celles-ci, ainsi que renforcer la lutte contre la fraude fiscale.

## Critiques
Le pacte Europlus a été critiqué à plusieurs niveaux,, notamment :
- Du caractère imposé par la France et l'Allemagne (le Merkozy) ;
- Du caractère trop ou pas assez contraignant des indicateurs ;
- Du caractère intrusif limitant les marges de manœuvres budgétaires, réelles ou espérées, des États.

## Accueil positif
Le président du Conseil européen, Herman Van Rompuy , indique que ce qui est en train de changer ce ne sont pas les objectifs mais l'implication politique. De même, le think-tank Leap/Europe2020, notamment au travers des interventions de son directeur Franck Biancheri (Bulletin GEAB nos 60 et 61), prédit un avenir politique à l'Euroland, dont le pacte Euro-plus est un germe.

## Évolution politique de l'Euroland
Dès sa création, le caractère optimal de la zone Euro a été discuté, notamment en relation avec les critères de Béla Balassa. En effet, la zone euro ne remplit que partiellement ces critères :
- Mobilité des travailleurs (encore faible mais en augmentation) ;
- Harmonie fiscale non convergente ;

tandis que d'autres sont largement remplis :
- Taux d'ouverture à l'économie mondiale ;
- Homogénéité des préférences, avec une convergence de plus en plus grande des valeurs européennes dans les jeunes générations, renforcée notamment par des programmes de type Erasmus et des médias européens ;
- Diversité des productions.

Le pacte Europlus peut être, au regard de ces critères, une manifestation du renforcement du caractère fédéral de l'union des pays partageant la monnaie unique. Angela Merkel, en janvier 2012, s'exprime directement en faveur de l'union politique,. L'Euroland émerge au sein de l'UE en rassemblant les pays qui vont s'intégrer, quitte à laisser en-dehors les autres.

## Sources